# Voșlăbeni, Harghita
Voșlăbeni, alternativ Voșlobeni, (în maghiară Vasláb), este satul de reședință al comunei cu același nume din județul Harghita, Transilvania, România. În 1992 trăiau aici 946 români și 310 maghiari (secui).

## Așezare geografică
Geografic, comuna Voșlăbeni este situată în partea de sud a Depresiunii Giurgeului, depresiune în interiorul Carpaților Orientali la o altitudine de 780 m. În partea de est este dominată de M-ții Giurgeu cu vârful Arama Neagră (alt. 1358 m.) și dealul Cocoșelul (alt. 1000 m), iar spre vest M-ții Gurghiu. În partea de sud-vest curge  Mureșul ale cărui ape își au obârșia la câțiva km sud-est în Masivul Hășmașul Mare. Vecinii localității Voșlobeni sunt : la sud Izvorul Mureșului – sat aparținător comunei , la nord Valea Strâmbă, la nord – vest comuna Suseni cu satul aparținător Chileni, iar la vest cătunul Senetea ce aparține de asemenea comunei Suseni. Comuna este străbătută de DN 12 construit între anii 1880 – 1885 și asfaltată în anii 1968 – 1969. Prin Voșlobeni trece calea ferată Ciceu – Deda construită în anul 1909, la care au contribuit și localnicii voșlobeni, iar  Stația CFR Voșlobeni a avut o deosebită importanță în dezvoltarea localității.

## Demografie
La recensământul din 1930 au fost înregistrați 2.017 locuitori, dintre care 1.427 români, 467 maghiari, 34 țigani, 29 evrei, 12 germani ș.a. Sub aspect confesional populația era alcătuită din 1.431 greco-catolici, 491 romano-catolici, 33 ortodocși, 32 reformați, 29 mozaici și 1 unitarian.

## Vezi și
- Biserica Sfinții Arhangheli din Voșlăbeni

## Imagini

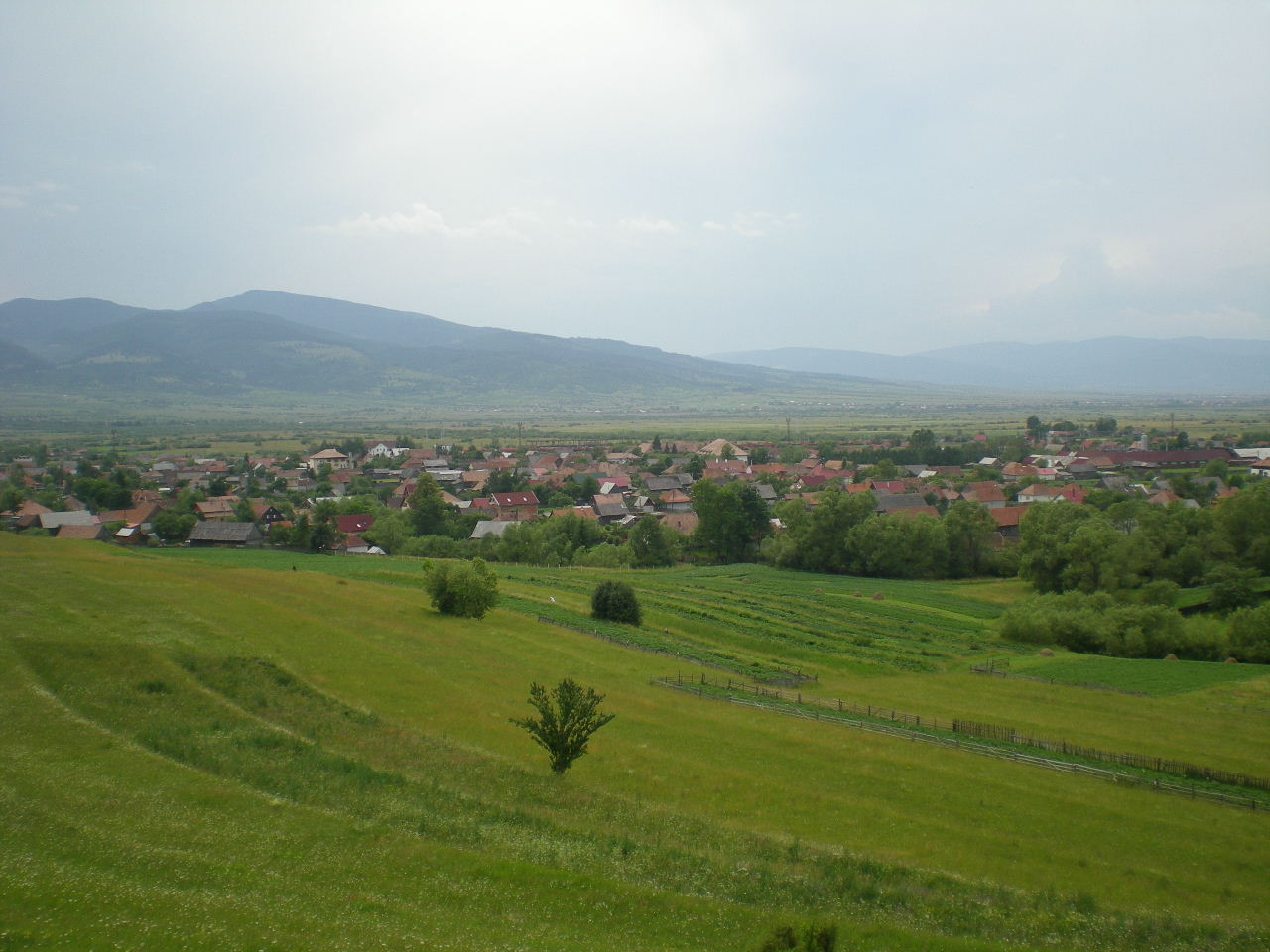
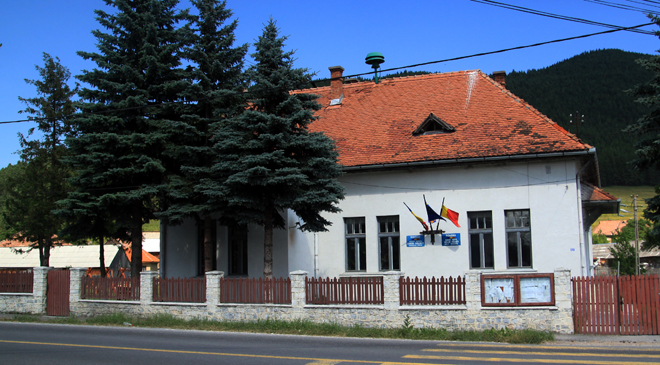
Primăria
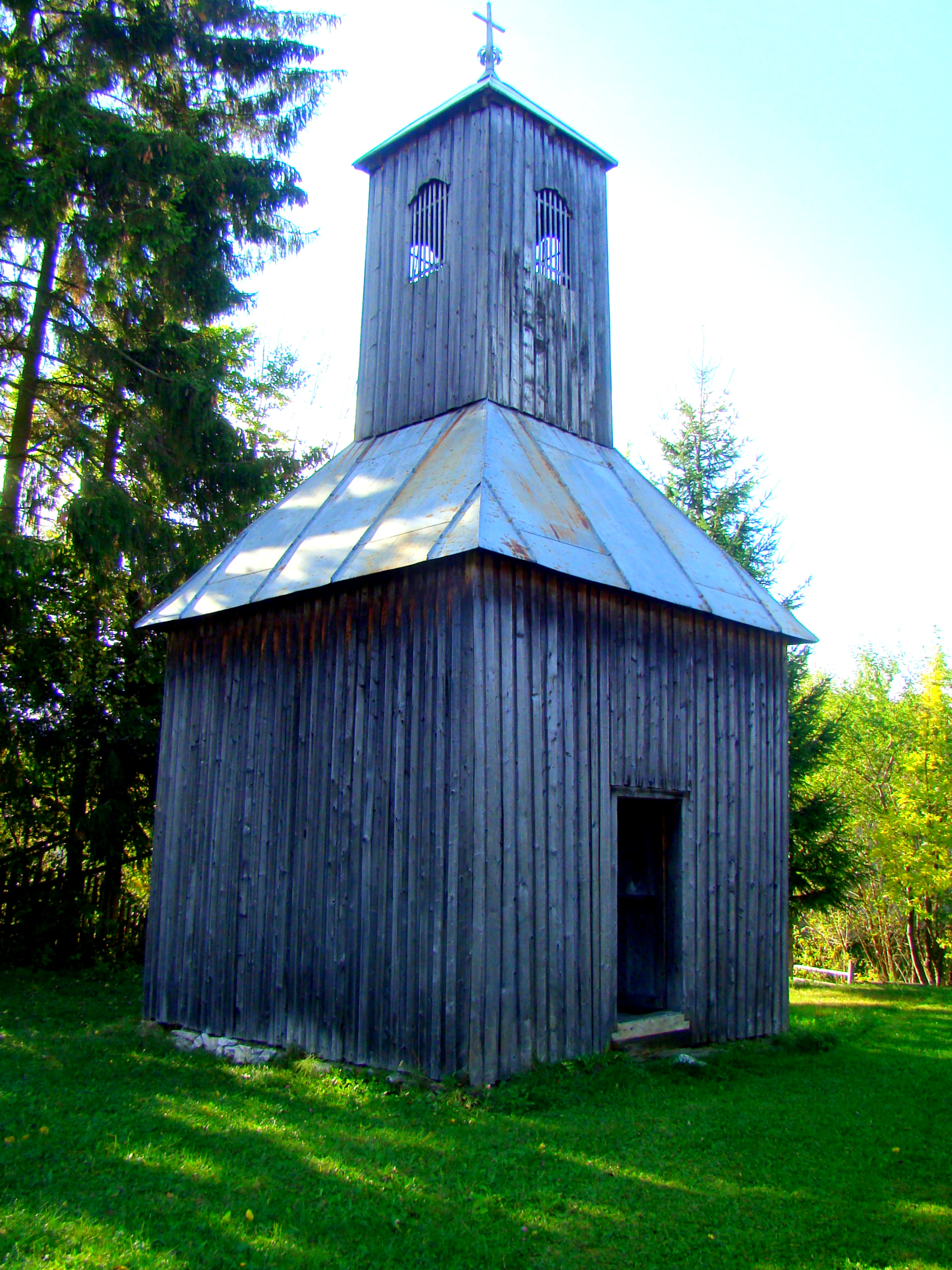
Clopotnița de lemn a capelei romano-catolice (monument istoric)
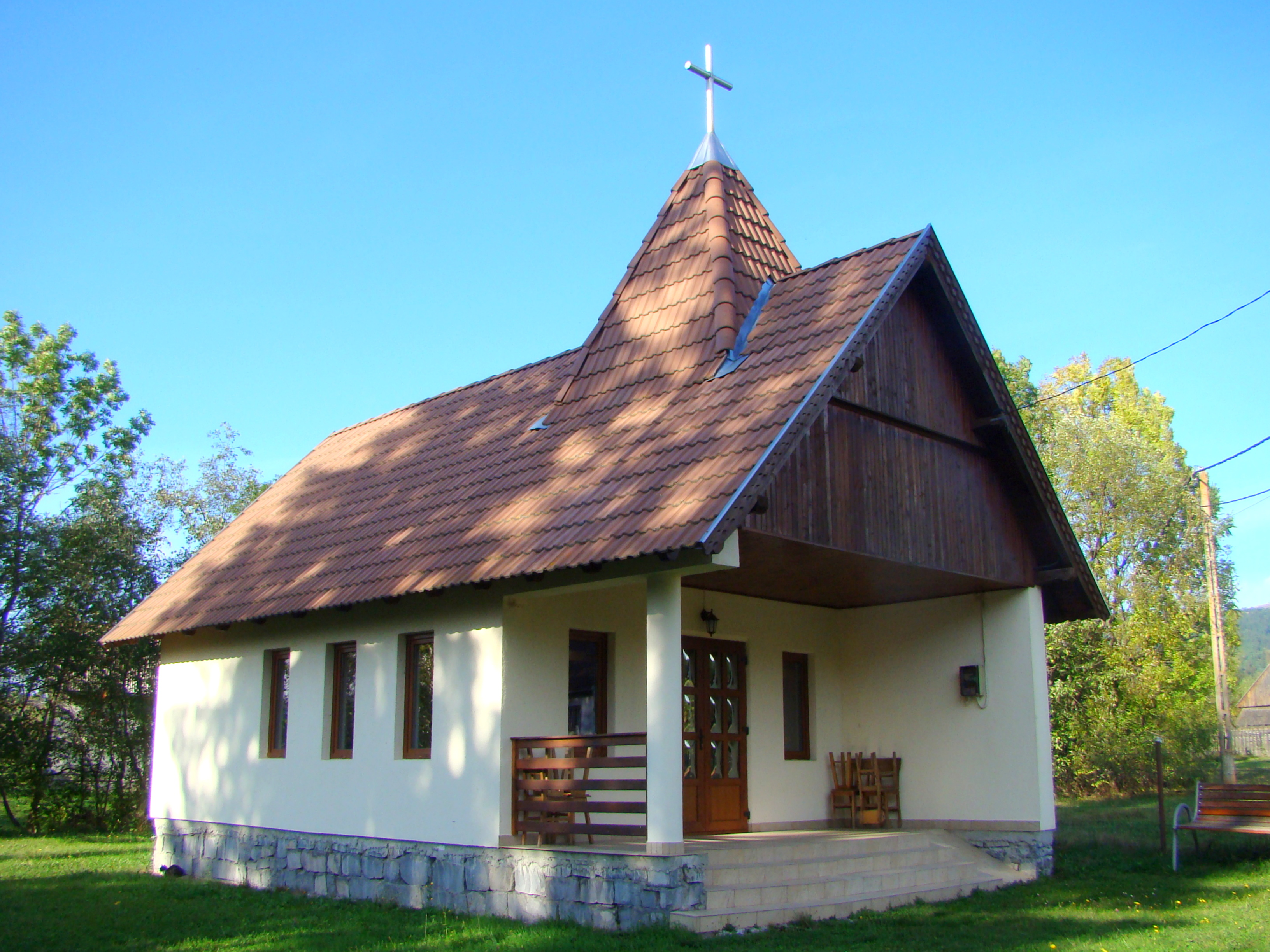
Capela romano-catolică
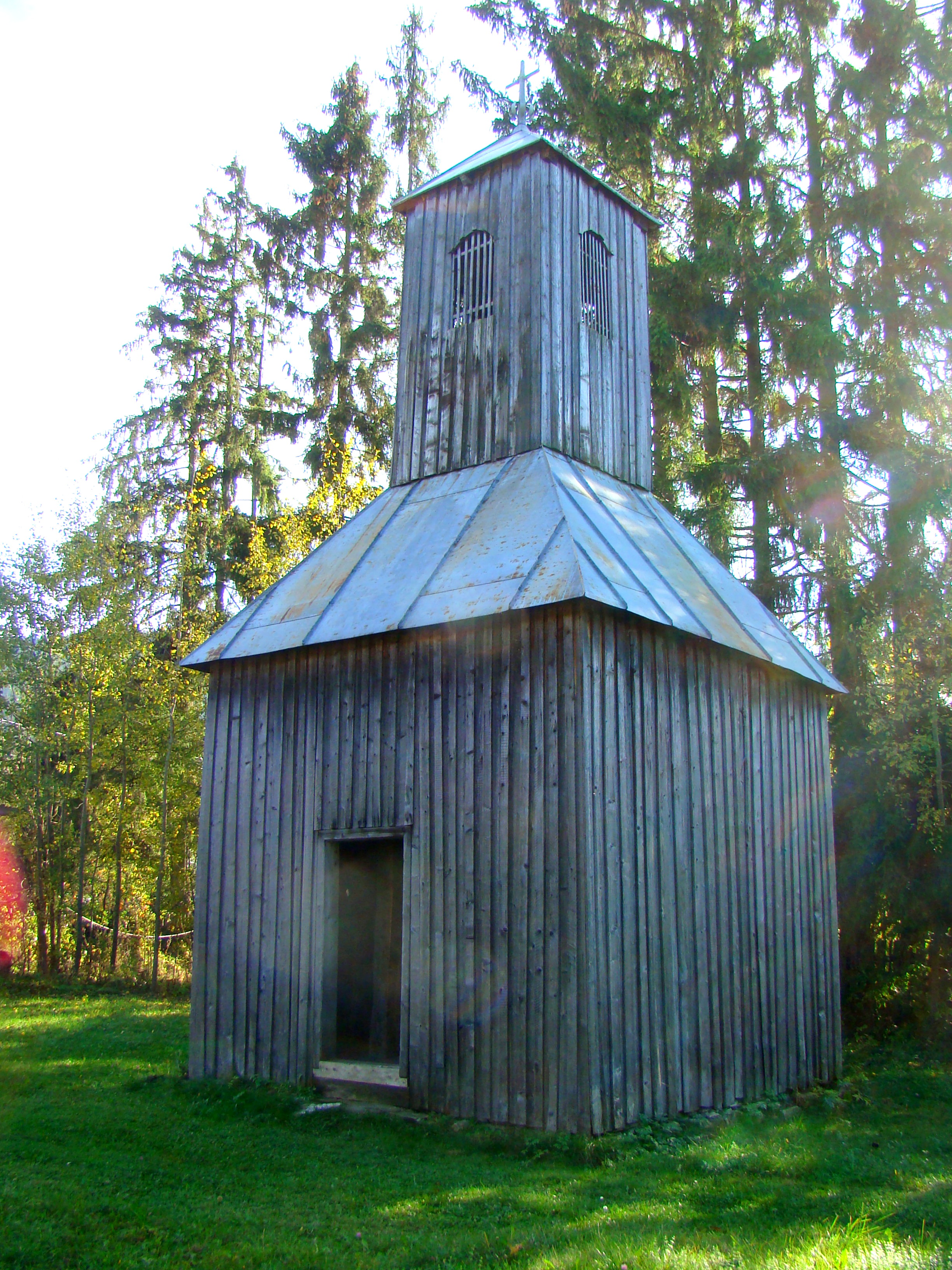
Clopotnița de lemn a capelei romano-catolice (monument istoric)
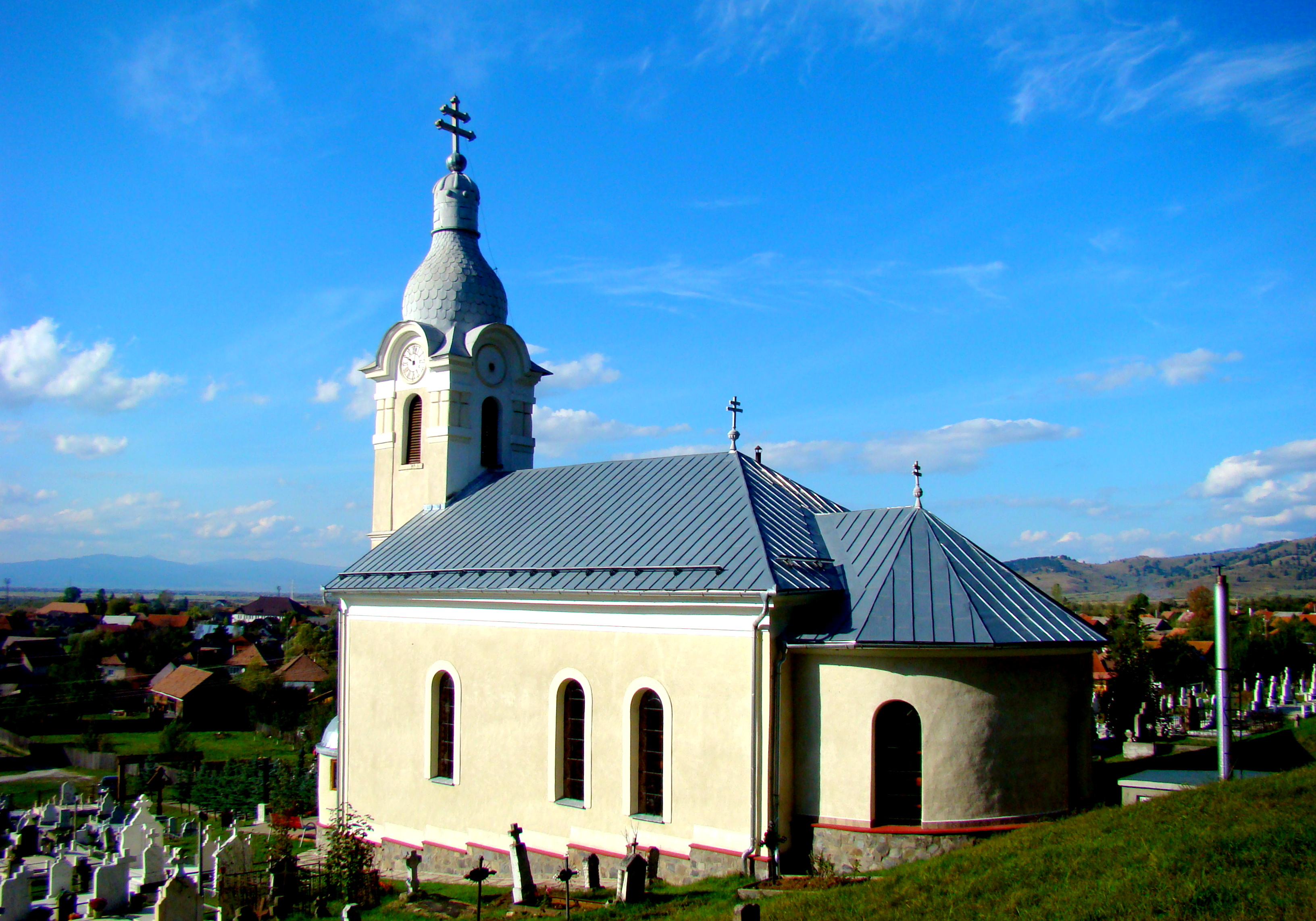
Biserica Sfinții Arhangheli (monument istoric)
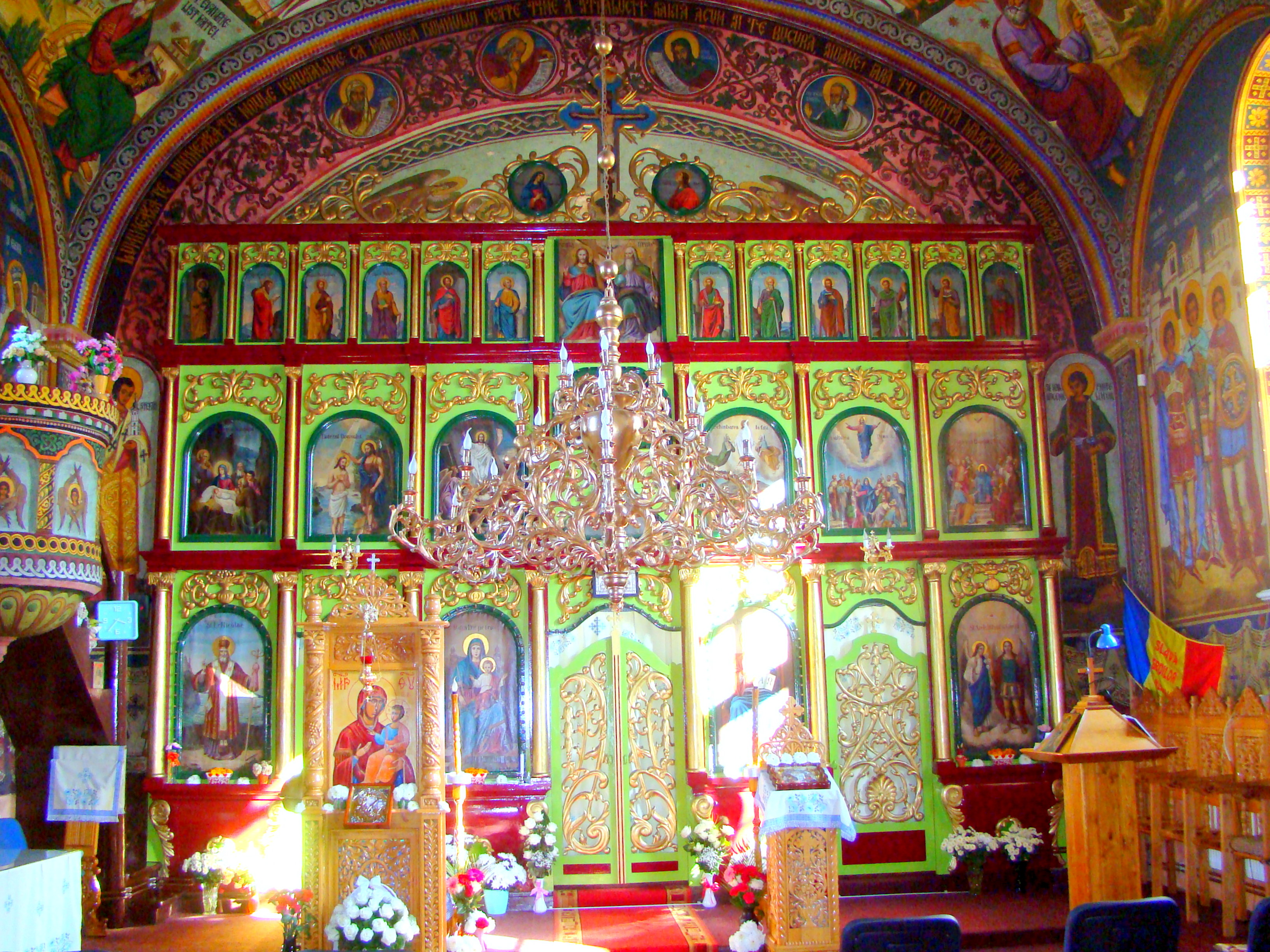
Biserica Sfinții Arhangheli (iconostasul)
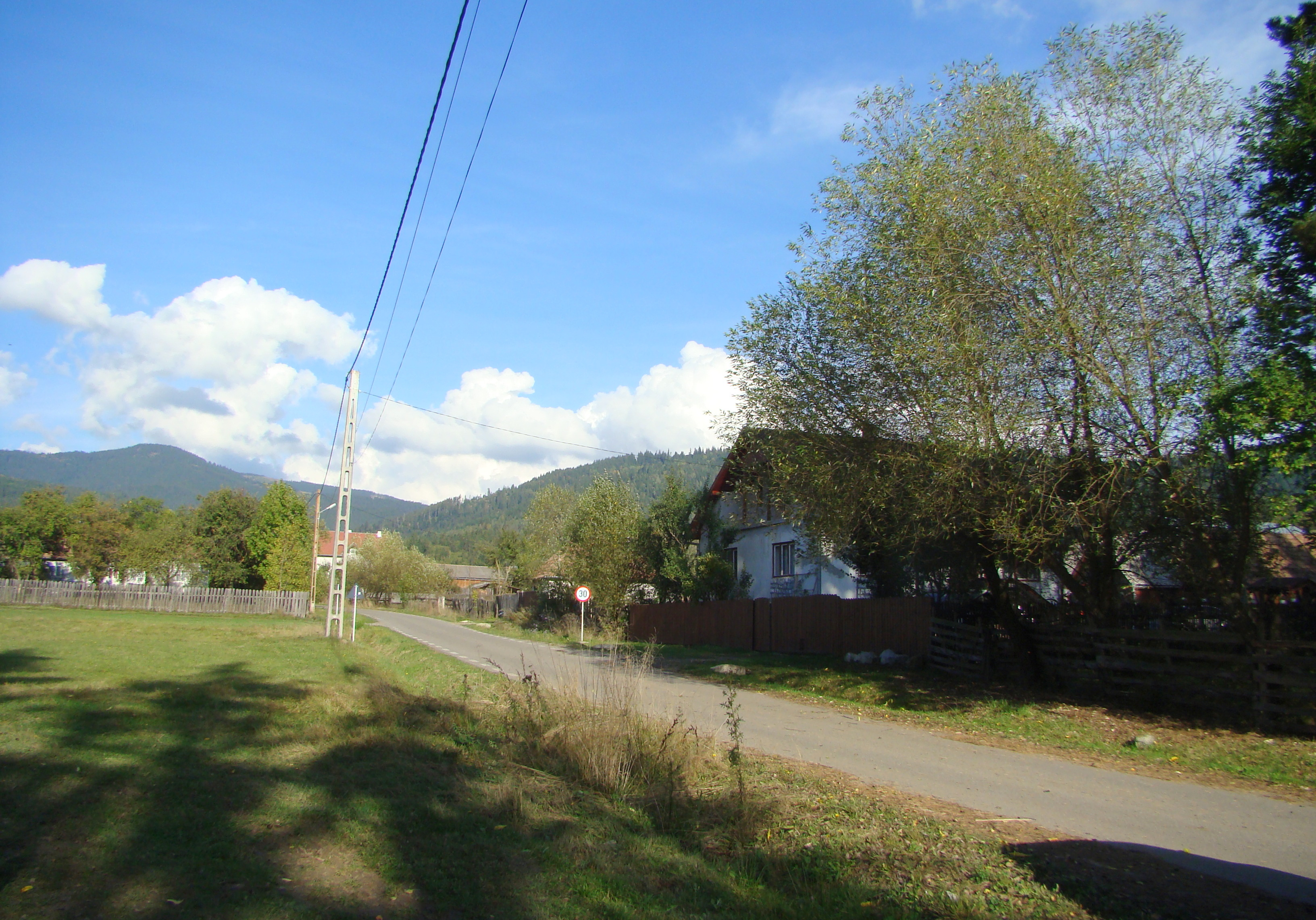
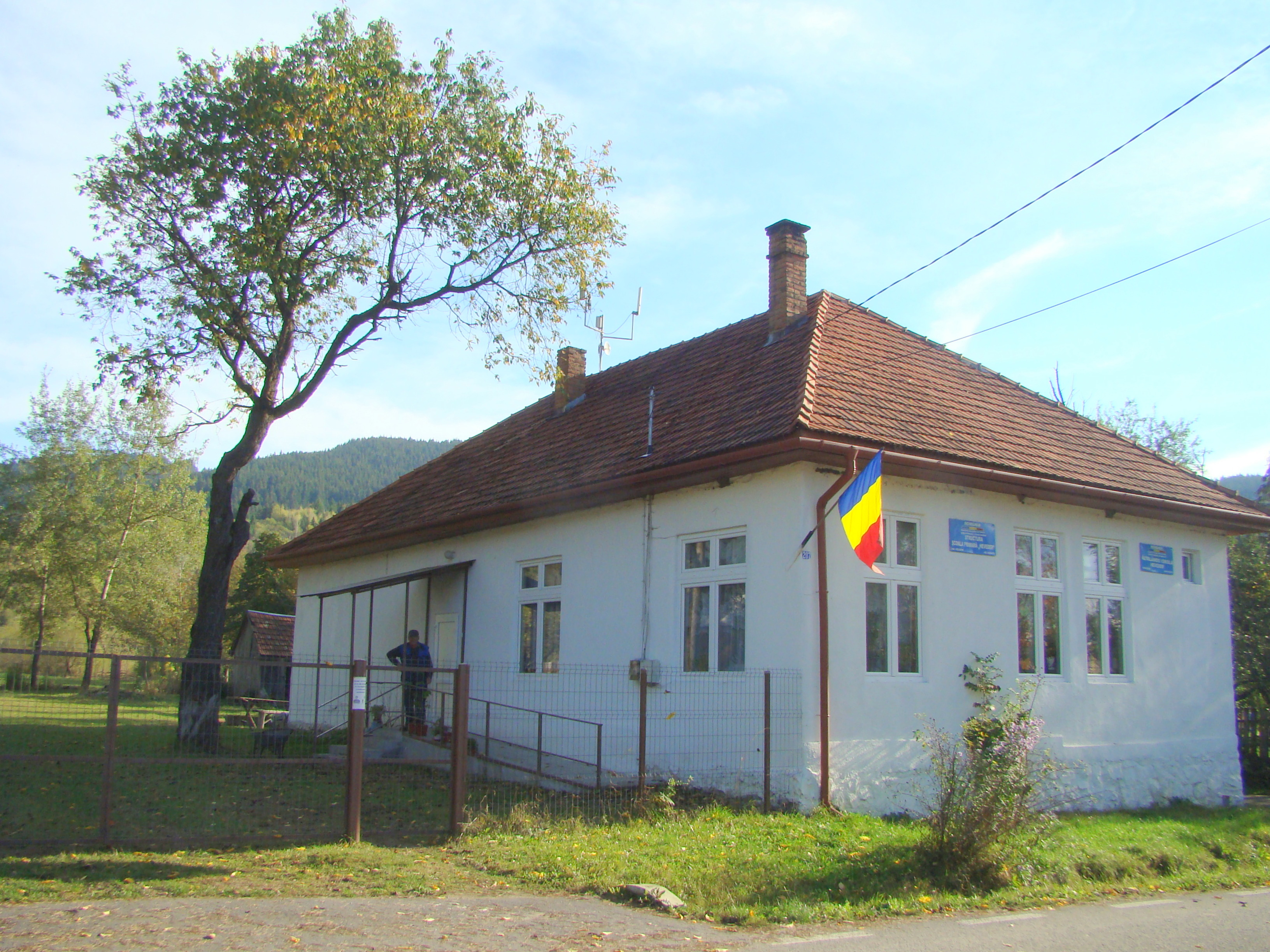
Școala primară